# Chronologie du Paléolithique
Le Paléolithique couvre la période de la Préhistoire s'étendant de 3,3 millions d'années à 11 700 ans avant le présent (AP). Il se divise conventionnellement en Paléolithique inférieur (3,3 millions - 350 000 AP), Paléolithique moyen (250 000 - 35 000 AP) et Paléolithique supérieur (35 000 - 11 000 AP). Cette périodisation fluctue selon les ères géographiques. Elle permet l'observation de l'évolution des pratiques humaines : domestication du feu, élaboration d'outillage, consommation alimentaire.

## Paléolithique inférieur (de 3,3 millions d'années à350 000 ansavant le présent)

### 1 000 000AP
- Troisième période d’occupation humaine de Swartkrans, en Afrique du Sud (après une première période il y a 700 000 ans et une deuxième 200 000 plus tard). Le site est occupé par des Australopithecus robustus[1],[2],[3]

### 780 000AP
- À compter de ce moment, les périodes glaciaires se font plus longues et plus intenses[4].
- Dans la grotte de l’Escale (sud-est de la Gaule), des Humains utilisent des ossements appartenant à la faune quaternaire. Ces os sont brûlés et le site semble contenir des zones de combustion, probablement avec des feux allumés par les occupants. Toutefois, comme il n’y a pas d’outillage lithique évident, ni de marques anthropiques sur les ossements de faune et pas non plus de cendres et de charbons de bois, ces zones pourraient provenir de dépôts de feux naturels extérieurs entrés par accident dans la cavité, par une ouverture du plafond[5].

### 750 000AP
- Le mammouth des steppes, apparu en Chine il y a 850 000 ans, migre vers le nord, en Sibérie[6].

### 700 000AP
- Fin de l’occupation humaine de Nachukui (Kenya), où des restes humains sont retrouvés depuis 2 340 000 années avant le présent[7].
- En Afrique, la production d’outils bifaces connaît une nouvelle évolution : le travail amorcé au percuteur en pierre est terminé par un amincissement soigneux à l’aide d’un autre percuteur en matière élastique (bois d’arbre ou ramure de cervidé)[8].
- Apparition du Mammuthus intermedius (mammouth intermédiaire), une espèce de mammouth plus petite, avec des molaires plus hypsodontes aux lames plus serrées et à l’émail plus mince[9].

### 600 000AP
- Début de l’Âge du Salétien au Maghreb occidental[10].
- Fin de l’occupation humaine de Swartkrans, une grotte d’Afrique du Sud[11].
- Des Humains établissent un site de dépeçage d’éléphants à Hara Idé[12] (Afrique de l’Est, à proximité de la mer Rouge) [13].
- Date probable de l’apparition du mammouth laineux, dans le nord-est de la Sibérie[14].
- Le mammouth des steppes arrive en Europe occidentale, où il profite de la disparition simultanée du mammouth méridional[6].
- Un mammouth mâle de quarante-cinq ans meurt à West Runton (Grande-Bretagne). Il évolue dans un environnement forestier et humide, sous un climat tempéré. Son corps est partiellement dévoré par des hyènes des cavernes et, quelque temps après, ses congénères mammouths dispersent ses os et brisent ses défenses[15].

### 543 000AP
- Des restes humains sont laissés à Kapthurin[16] (Kenya). Ce groupe emploie l’industrie acheuléenne[17].

### 509 000AP
- Des restes humains sont laissés à Kapthurin[18] (Kenya). Comme celui de vers 543 000 avant le présent, ce groupe emploie l’industrie acheuléenne[17].

### 500 000AP
- Fin de l’Âge du Salétien au Maghreb occidental[10].
- Fossile humain d'Ayn Maaruf, au Maroc.
- On observe un accroissement du nombre de traces de charognage et de chasse en Europe[19].
- Apparition du rhinocéros de prairie, en Europe et en Asie occidentale[20].

### 480 000AP
- Début de l’Âge de l’Amirien au Maghreb occidental[10].

### 450 000AP
- Nouvelle occupation humaine du site de Gran Dolina, en Ibérie. Comme en 800 000 avant le présent, aucune trace d’utilisation du feu n’y est retrouvée[3].
- Occupation humaine du site de Galeria, en Ibérie. Aucune trace d’utilisation du feu n’y est retrouvée[3].

### 400 000AP
- Date supposée de la domestication du feu par les Humains[2],[21], dans un espace géographique correspondant à la limite nord des zones tempérées de la planète, en Syrie (comme à Nadaouiyeh ‘Ayn Sakar) et en Europe, notamment dans les Pyrénées (à la Caune de l’Arago) et en bord de Méditerranée (à Terra Amata). Cette domestication rend possible l’exploration de nouveaux territoires[22].

- Fossile humain à Salé (Maroc). Il vit dans un horizon dunaire. Cet Humain semble souffrir d’une pathologie, en atteste l’aspect des insertions musculaires dans les régions pariétale et occipitale de la tête, les dimensions de l’aire nucale et les asymétries affectant la base du crâne, mais aussi sa voûte. L’ensemble du plan nucal est considérablement raccourci, de dimension très inférieure comparé à toutes celles des hominidés de cette même période. Cette disposition est inhabituelle, puisque les hominidés archaïques présentent normalement une écaille occipitale courte et un plan nucal allongé. Il est très probable qu’un individu handicapé soumis à une sélection naturelle sévère ne doit sa survie qu’à l’aide de la communauté à laquelle il appartient, ce qui suppose pour le cas de cet hominidé de Salé un environnement social et affectif complexe, ou tout du moins un minimum d’altruisme à l’intérieur du groupe. On retrouve sur le même site des restes de rhinocéros (Certaotherium confer simum), de cheval (Equus confer mauritanicus) et de bovidé (Conochaetes taurinus)[23].

### 382 000AP
- Début de l’occupation humaine de la grotte de Qesem, une grotte du Proche-Orient où les Humains utilisent quelques silex[24].

### 380 000AP
- Occupation du site de Vértesszőlős, en Europe centrale, par des Homo erectus. Ces Humains maîtrisent le feu, qu’ils entretiennent dans des petits foyers de quarante à soixante-dix centimètre. Ils élaborent une industrie lithique de petite taille correspondant au Paléolithique inférieur, aménagée dans des galets de silex et de quartzite, comprenant de nombreux choppers (galets aménagés, à bords tranchants), associée à une faune dans laquelle domine l’Equus, devant le cerf, le bison et l’ours. Ils consomment également une abondante microfaune et de nombreux mollusques d’eau douce. Les foyers ne contenant pas de charbon de bois et une grande quantité d’os calcinés, ils sont vraisemblablement alimentés avec des ossements en guise de combustible. Il est possible que ce choix d’utiliser des os s’explique par la présence de graisses, qui dégagent plus de chaleur et retardent la combustion[25].

### 365 000AP
- Des Humains occupent la Baume Bonne, une grotte du sud-est de la Gaule. Ils y domestiquent du feu, grâce à des cendres et des charbons de bois[3].

### 350 000AP
- Occupation humaine des sites de Torralba et Ambrona, dans une zone marécageuse d’Ibérie centrale, par des Acheuléens chasseurs d’éléphants qui utilisent un feu domestiqué pour façonner leur industrie (des bifaces notamment)[26].
- Première occupation humaine du site de Bolomor, une grotte ibère où les Humains utilisent le feu pour cuire des animaux chassés[27].
- Fin de la première période de l’occupation humaine du site de Tabun, une grotte du Proche-Orient. Les silex s’y multiplient[28].

## Paléolithique récent (de36 000 ansà11 000 ansavant le présent)

### 36 000AP
- Des loups commencent à être domestiqués par des Aurignaciens, en Europe occidentale[29]. Cette domestication, réalisée par des Homo sapiens, leur donne un avantage sur les Néandertaliens et leur permet de se répandre davantage puisqu'ils peuvent plus facilement chasser le gros gibier[30].

### 35 000AP
- [31]. Sur une période s’étalant d’il y a 45 000 à 35 000 ans, les principales régions de la Grèce antique (basse vallée du Pénée, Épire, Îles Ioniennes, Eubée, Péloponnèse) voient la généralisation de l’usage d’outils correspondant à l’industrie aurignacienne et moustérienne des Balkans. Du reste, la technique de ces outils présente des particularités locales qui s’accordent mal avec la typologie de l’Europe méditerranéenne, ce qui suppose qu’ils ont bien été introduits par la voie balkanique[32].
- [33].
- L’art connaît un développement multiforme en Europe occidentale : gravures et peintures sur fragments de parois de quelques abris sous roche[34].
- Fin de l’occupation de la grotte de l’Hortus (sud de la Gaule). Depuis 15 000 ans, des Néandertaliens y ont laissé des restes de bouquetins brûlés par le feu[35].
- Fin de l’occupation humaine du Boquete de Zafarraya (extrême-sud de l’Ibérie), une grotte investie par des Néandertaliens depuis 20 000 ans. Ils laissent une industrie lithique moustérienne et pratiquent le débitage levallois. Ils maîtrisent le feu et peuvent l’allumer à leur gré, ce qui facilite leurs déplacements et les courts séjours. Les dépouilles de deux Néandertaliens sont laissées : un jeune homme de dix-huit à vingt-deux ans et une femme adulte. Leurs congénères, après avoir décharné et fragmenté les os humains, les abandonnent sur le sol de la grotte. Des carnivores viennent mordiller ces os. Puis, lorsque les Néandertaliens reviennent au Boquete de Zafarraya, ils rassemblent les os dans une cuvette et les brûlent à une température d’entre 400 et 600 degrés Celsius[36].
- Fin de l’occupation humaine de l’abri Bombrini (nord de l’Italie), un site au pied d’une falaise. Les Néandertaliens y laissent des vestiges de foyers témoignant d’une bonne maîtrise du feu[37].
- Date la plus ancienne à laquelle la présence d’Homo sapiens est attestée à Mladec, en Europe centrale[38].

### 34 000AP
- Début de l’occupation humaine d’Hayonim, une grotte du Proche-Orient où les Humains emploient une industrie aurignacienne[39].
- Début de l’occupation humaine de Klisoura, une grotte du Péloponnèse, par des Humains aurignaciens.

### 33 380AP
- À l’abri Pataud (sud-ouest de la Gaule), des Humains installent des habitations. Ils utilisent des outillages appartenant à l’industrie aurignacienne[40].

### 32 700AP
- Date à laquelle l’occupation du Lac Mungo (sud-est de l’Australie) par des Homo sapiens est attestée. Ce point étant le plus éloigné des régions par lesquelles ils sont probablement arrivés sur ce continent, cela tend à démontrer que les Humains se sont répandus sur toute l’Australie[33].

### 30 000AP
- Date supposée de la disparition des Néandertaliens[41], dont les derniers groupes isolés en Europe sont remplacés par les Sapiens, qui arrivent en Europe de l’Ouest[42]. Avec eux disparaît l'industrie châtelperronienne, pratiquée par les Néandertaliens d’Europe[43].
- Apparition de l’industrie gravettienne, en Europe[43]. Il est probable que certains Gravettiens se sédentarisent[44].
- Apparition de l’industrie pavlovienne, en Europe centrale[45].
- Début de l’Interstade d’Arcy.
- Date à laquelle remonteraient les plus anciens arcs[46].
- On observe l’émergence d’une industrie microlithique (flèches et pointes de lance plus fines et acérées que jusqu'alors) au Sri Lanka et dans l’Inde péninsulaire[47].
- Dans les grottes de Niah (à Bornéo), des Humains préparent des plats alimentaires avec des plantes fortement chargées en toxines, des ignames notamment, ce qui démontre qu’ils ont acquis la maîtrise de techniques sophistiquées[48].
- Apparition de foyers complexes utilisés par les Humains pour chauffer des éléments d’outillage[49].
- Dans la grotte Chauvet, un site du sud-est de la Gaule, des Humains réalisent des gravures qu’ils recouvrent de peinture. Elles sont faites sur des blocs dont la plupart peuvent être déplacés par un seul Humain. Ces peintures sont le plus souvent obtenues par piquetage sur une surface qui a parfois été préalablement aplanie par le frottement d’un lourd galet[50],[51]. Ils dessinent à l’ocre, sur les parois, des rhinocéros laineux, des lions, des mammouths, des rennes, des chevaux, des aurochs et laissent des mains tatouées en rouge[52], grâce à leurs techniques pour rendre la perspective et le mouvement, grâce aussi à leur maîtrise du dégradé et de l’estompage, mais aussi au mélange de pigments pour l’obtention de colorants. C’est avec de la graisse animale ou végétale et de l’eau qu’ils peignent sur les parois des cavernes[53].
- Fin de l’occupation humaine d’Hayonim, une grotte du Proche-Orient où les Humains employaient une industrie aurignacienne[39].
- Date des plus anciennes expressions artistiques humaines en Australie. Celles-ci relèvent certainement de pratiques antérieures[54].
- Une figurine féminine est réalisée à Willendorf, dans le sud de la Germanie. Elle est façonnée avec des rondeurs exacerbées[55].

### 11 640AP
- Des Humains vivant au nord des Pyrénées vivent avec ce qui est probablement un chien domestiqué[56] (ses ossements étant trop petits pour être ceux d’un loup)[57].

### 11 600AP
- La vague de froid qui touche la Mésopotamie depuis 1 200 ans reflue, ce qui permet aux Humains d’occuper de nouveau les hautes terres. L’augmentation des températures est brutale et considérable – peut-être jusqu'à sept degrés Celsius en une décennie. En Basse-Mésopotamie, cet adoucissement des températures débouche sur une plus grande abondance végétale[58].

### 11 500AP
- Fin des Natoufiens[59].
- Date probable des premières cultures de céréales sauvages au Proche-Orient. Les Humains entament un processus long qui les amène à passer d’une collecte à une mise en terre planifiée[60].
- Apparition, au Nouveau-Mexique, de la culture clovisienne, dotée d’un outillage très spécifique, en obsidienne ou en calcédoine. Ces Humains chassent le bison et les derniers mammouths du continent[61],[62].
- À Göbekli Tepe (en Asie Mineure), des Humains édifient un ensemble d’impressionnantes constructions circulaires. Il s’agit probablement des premiers temples. D'une vingtaine de mètres de diamètre, les murs en pierre sèche comprennent des stèles verticales en calcaire, de trois à cinq mètres de hauteur, sur lesquelles sont représentés, en léger bas-reliefs, des animaux sauvages, la plupart du temps mâles : lions, sangliers, renards, mais aussi oiseaux et insectes. Il n’y a aucune trace de vie quotidienne dans ces constructions, les maisons d’habitation à l’extérieur. Le système utilisé pour couvrir ces temples (s’ils en sont) n’est pas connu[63].
- Une nécropole est installée à Jebel Sahaba (Soudan). Cinquante-neuf individus y sont enterrés, dans des fosses sépulcrales, individuelles ou collectives. La moitié de ces Humains a été éliminée sous l’effet de chocs violents et par des projectiles à la pointe encore fichée dans leurs os. Des armatures de flèches, déconnectées des ossements, trouvées dans certaines des fosses à l’état erratique correspondent sans doute à des blessures létales ayant atteint les autres individus dans les parties molles de leurs corps. Les victimes sont de tous âges : hommes âgés et jeunes, femmes, enfants. Il s’agit donc d’une tuerie de masse et non d’un conflit entre jeunes combattants[64].
- Le mammouth laineux disparaît définitivement d’Amérique du Nord, où il est arrivé vers 100 000 ans avant le présent[65].

### 11 430AP
- L’occupation humaine du centre-ouest de l’Amérique du Sud est attestée par un site sur lequel on trouve des traces[66].

### 11 400AP
- Les Humains vivant à Ounjougou (Afrique de l’Ouest) découvrent les techniques de fabrication de céramique[67]. Cela signifie a priori que ces techniques ne sont pas mises au point au Proche-Orient[68].

### 11 300AP
- Fin de l’occupation du site de Franchthi, en Grèce (Argolide)[69].

### 11 200AP
- L’utilisation de parois de fosses-foyers pour enduire les constructions (ainsi que leurs revêtements intérieurs) cesse au Proche-Orient[70].

### 11 050AP
- Des Homo sapiens s’installent à la Cueva del Milodón, dans le sud-ouest de l’Amérique du Sud, ce qui tend à démontrer que, à cette date, tout le continent américain est occupé par les humains[71].